# Néa Nikomídeia
Néa Nikomídeia är en ort i Grekland.   Den ligger i prefekturen Nomós Imathías och regionen Mellersta Makedonien, i den norra delen av landet, 300 km norr om huvudstaden Aten. Néa Nikomídeia ligger 20 meter över havet och antalet invånare är 813.
Terrängen runt Néa Nikomídeia är platt åt nordost, men åt sydväst är den kuperad. Runt Néa Nikomídeia är det ganska tätbefolkat, med 83 invånare per kvadratkilometer. Närmaste större samhälle är Véroia, 8,0 km sydväst om Néa Nikomídeia. Trakten runt Néa Nikomídeia består till största delen av jordbruksmark.